# Ema Altdorfska
Ema Altdorfska (eng. Emma of Altdorf; oko 808. – 31. siječnja 876.), poznata i kao Hema (Hemma), bila je kraljica Istočne Franačke od godine 843. do svoje smrti. Bila je iz franačke dinastije, kuće Welfa. Njezin muž je bio kralj Ludovik Njemački.
Bila je kći plemića Hwelfa i njegove žene, saksonske gospe Hedvige. Brat joj je bio Rudolf od Ponthieua. Emina je starija sestra bila kraljica Judita, žena kralja Ludovika I. Pobožnoga.
God. 874. Ema je ostala paralizirana; umrla je 31. siječnja 876., prije svoga supruga te je pokopana u opatiji svetog Emerama, znanoj na njemačkom kao Kloster Sankt Emmeram.

## Djeca
Emina djeca:
- Hildegarda (828. – 856.)
- Karloman, kralj Bavarske i Italije[4]
- blažena Ermengarda od Chiemseea
- Gizela
- Ema
- Ludvig III. Mlađi[5]
- Berta
- Karlo III., car Svetog Rimskog Carstva